# Tienda de software

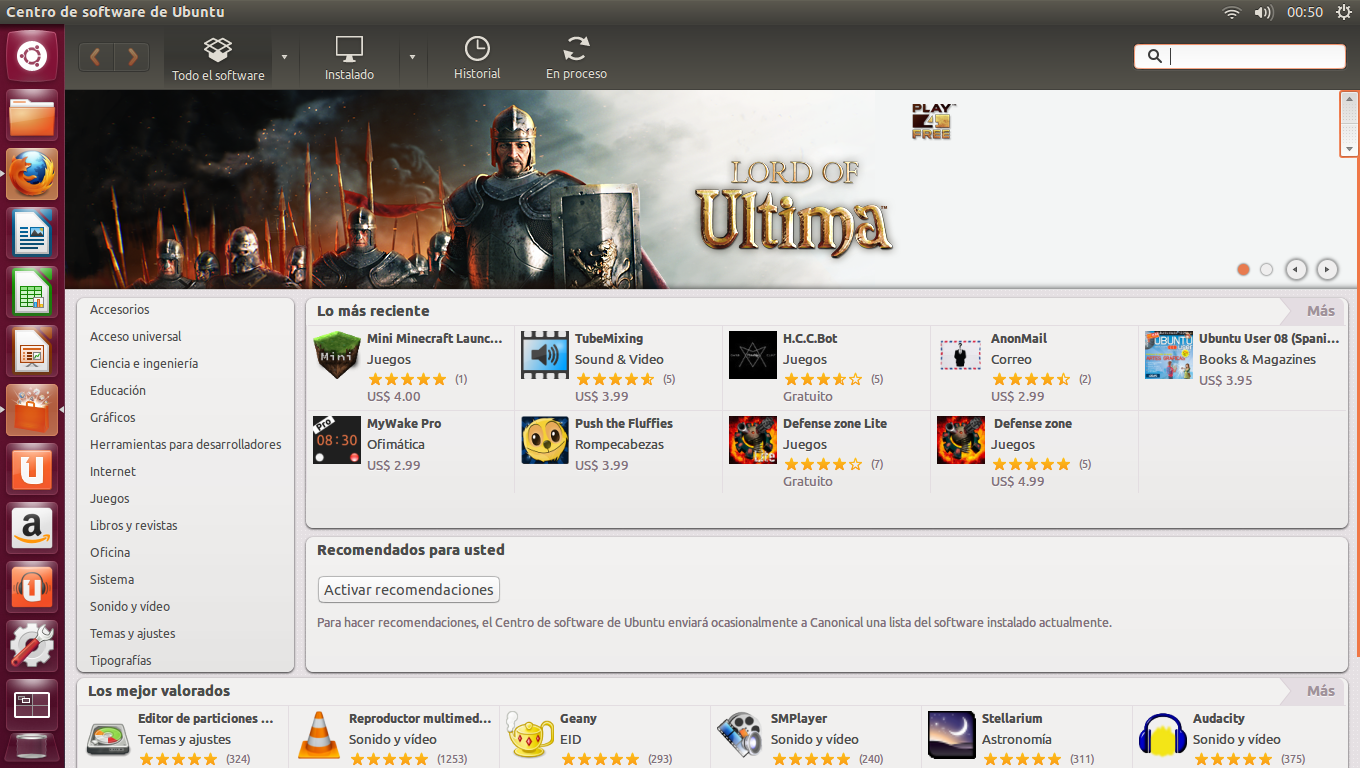
Centro de software de Ubuntu, software de tienda de aplicaciones.

Una tienda de aplicaciones (o mercado de aplicaciones) es un tipo de plataforma de distribución digital para software de computadora, a menudo en un contexto móvil. Las aplicaciones proporcionan un conjunto específico de funciones que, por definición, no incluyen la ejecución de la propia computadora. Las aplicaciones están diseñadas para ejecutarse en dispositivos específicos y están escritas para un sistema operativo específico (como iOS, macOS, Windows o Android). El software complejo diseñado para su uso en una computadora personal, por ejemplo, puede tener una aplicación relacionada diseñada para su uso en un dispositivo móvil.
Dicha aplicación móvil puede ofrecer una funcionalidad similar, aunque limitada, en comparación con el software completo que se ejecuta en la computadora. Las aplicaciones optimizan la apariencia de los datos mostrados, teniendo en cuenta el tamaño y la resolución de la pantalla del dispositivo. Además de proporcionar continuidad de funcionalidad en dos tipos diferentes de dispositivos, estas aplicaciones también pueden ser capaces de una sincronización de archivos entre dos dispositivos diferentes, incluso entre dos plataformas de sistemas operativos diferentes. Las tiendas de aplicaciones generalmente organizan las aplicaciones que ofrecen de acuerdo con estas consideraciones: las funciones proporcionadas por la aplicación (incluidos juegos, multimedia o productividad), el dispositivo para el que se diseñó la aplicación y el sistema operativo en el que se ejecutará la aplicación .
Las tiendas de aplicaciones generalmente toman la forma de una tienda en línea, donde los usuarios pueden navegar a través de estas diferentes categorías de aplicaciones, ver información sobre cada aplicación (como revisiones o calificaciones) y adquirir la aplicación (incluida la compra de la aplicación, si es necesario; se ofrecen muchas aplicaciones sin costo). La aplicación seleccionada se ofrece como una descarga automática, después de lo cual se instala la aplicación. Algunas tiendas de aplicaciones también pueden incluir un sistema para eliminar automáticamente un programa instalado de dispositivos bajo ciertas condiciones, con el objetivo de proteger al usuario contra software malicioso.
Muchas tiendas de aplicaciones están a cargo de sus propietarios, lo que requiere que los envíos de aplicaciones potenciales pasen por un proceso de aprobación. Estas aplicaciones se inspeccionan para cumplir con ciertas pautas (como las de control de calidad y censura), incluido el requisito de cobrar una comisión por cada venta de una aplicación de pago. Con la facilidad de uso que ofrecen las aplicaciones y su presencia en la mayoría de los dispositivos móviles, las tiendas de aplicaciones se destacaron a principios del siglo XXI con su adopción por iOS (iOS App Store) y Android  (Google Play). Los sistemas similares para la distribución de aplicaciones escritas para otros sistemas operativos también han estado disponibles durante algún tiempo (especialmente las distribuciones de Linux desde principios de la década de 1990), a través de los sistemas de gestión de paquetes y sus interfaces gráficas.

## Historia de los repositorios o almacenes de software

### Precursores
Electronic AppWrapper fue el primer catálogo de distribución de software electrónico comercial para administrar colectivamente el cifrado y proporcionar derechos digitales para aplicaciones y medios digitales (problema # 3 fue la tienda de aplicaciones demostrada originalmente a Steve Jobs en NeXTWorld EXPO). Mientras que un editor senior en la revista NeXTWORLD, Simson Garfinkel, calificó a The Electronic AppWrapper 4 3/4 Cubes (de 5), en su revisión formal. El Electronic AppWrapper de Paget fue nombrado finalista en los altamente competitivos premios InVision Multimedia '93 en enero de 1993 y ganó el premio Best of Breed por contenido e información en NeXTWORLD Expo en mayo de 1993.

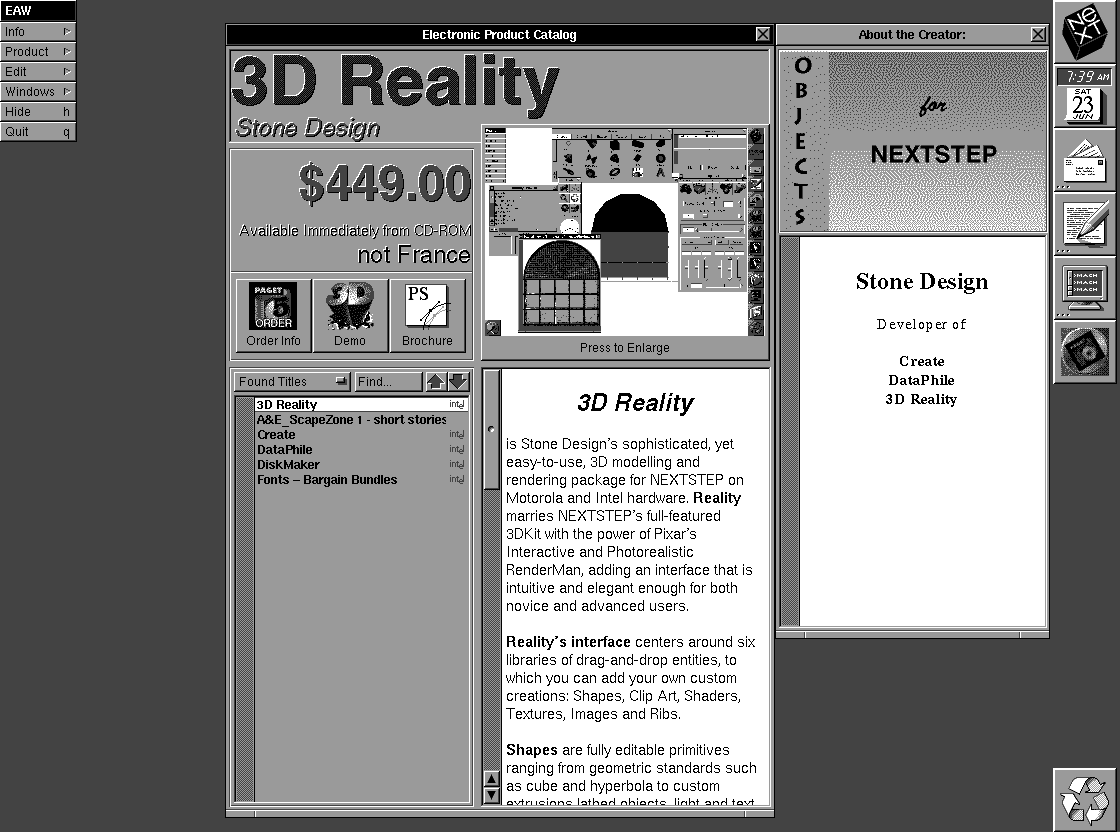
Una captura de pantalla del 3DReality de Stone Design ejecutándose en el Electronic AppWrapper, la primera tienda de aplicaciones.

Muchas distribuciones de Linux y otros sistemas Unix-like proporcionan una herramienta conocida como administrador de paquetes, que le permite a un usuario administrar automáticamente el software instalado en sus sistemas (incluidos los componentes del sistema operativo y el software de terceros) usando herramientas de línea de comandos: nuevo software (y los paquetes requeridos para su correcto funcionamiento) se pueden recuperar de los espejos locales o remotos e instalarse automáticamente en un solo proceso. Los notables gestores de paquetes en sistemas operativos similares a Unix incluyen pkgsrc (1997), Debian APT (1998), YUM y Portage (que, a diferencia de la mayoría de los gestores de paquetes, distribuye paquetes que contienen código fuente que se compila automáticamente en lugar de ejecutables). Algunos administradores de paquetes tienen un software de interfaz de usuario gráfico que se puede usar para explorar paquetes disponibles y realizar operaciones, como Synaptic (que a menudo se usa como interfaz de usuario para APT).
En 1996, la distribución de SUSE Linux tiene YaST como interfaz para su propio repositorio de aplicaciones. Mandriva Linux tiene urpmi con interfaz GUI llamada Rpmdrake. Fedora y Red Hat Enterprise Linux tienen YUM en 2003 como sucesor de YUP (desarrollado en Duke University para Red Hat Linux).
En 1997, se lanzó BeDepot, una tienda de aplicaciones y un administrador de paquetes (Software Valet) para BeOS, que funcionó hasta 2001. Finalmente, Be Inc. adquirió BeDepot para aplicaciones comerciales y gratuitas, así como para el manejo de actualizaciones.
En 1998, Information Technologies India Ltd (ITIL) lanzó Palmix, una tienda de aplicaciones basada en web exclusivamente para dispositivos móviles y de mano. Palmix vendió aplicaciones para las tres plataformas PDA principales de la época: los Palm Pilots basados en Palm OS, los dispositivos basados en Windows CE y las computadoras de mano Psion Epoc.
En 1999, NTT DoCoMo lanzó i-mode, la primera tienda de aplicaciones en línea integrada para teléfonos móviles, ganando popularidad a nivel nacional en la cultura japonesa de teléfonos móviles. DoCoMo utilizó un modelo de negocio de reparto de ingresos, que permite a los creadores de contenido y proveedores de aplicaciones mantener hasta el 91% de los ingresos.
En diciembre de 2001, Sprint PCS lanzó el Servicio de descarga inalámbrica Ringers & More para su nueva red inalámbrica 3G. Esto permitió a los suscriptores de la red de teléfonos móviles Sprint PCS descargar tonos de timbre, fondos de pantalla, aplicaciones J2ME y luego pistas de música completas a ciertos teléfonos. La interfaz de usuario funcionó a través de un navegador web en la computadora de escritorio, y una versión estaba disponible a través del teléfono.
En 2002, la distribución comercial de Linux Linspire (entonces conocida como LindowsOS, que fue fundada por Michael Robertson, fundador de MP3.com) introdujo una tienda de aplicaciones conocida como Click'N'Run (CNR). Por una tarifa de suscripción anual, los usuarios pueden realizar la instalación de aplicaciones gratuitas y de pago con un solo clic a través del software CNR. Doc Searls creía que la facilidad de uso de CNR podría ayudar a hacer que Linux de escritorio sea una realidad viable.
En 2003, Handango presentó la primera tienda de aplicaciones en el dispositivo para buscar, instalar y comprar software para teléfonos inteligentes. La descarga y la compra de la aplicación se realizan directamente en el dispositivo, por lo que no es necesario sincronizar con una computadora. Descripción, clasificación y captura de pantalla están disponibles para cualquier aplicación.
En 2005, Nokia 770 Internet Tablet tiene una interfaz gráfica para su repositorio de aplicaciones para instalar fácilmente la aplicación (su Maemo se basó en Debian).
La popular distribución de Linux Ubuntu (también basada en Debian) introdujo su propio administrador de software gráfico conocido como el Centro de software de Ubuntu en la versión 9.10 como un reemplazo para Synaptic. En Ubuntu 10.10, lanzado en octubre de 2010, el Centro de software se expandió más allá de solo ofrecer el software existente desde sus repositorios al agregar la capacidad de comprar ciertas aplicaciones (que, en el momento del lanzamiento, estaban limitadas a los códecs de DVD con licencia de Fluendo).

### Apple y App Store IOS
En 2007, Apple Computer lanzó el iPhone, el primer teléfono inteligente de la compañía. Cuando se lanzó el dispositivo, el dispositivo no ofrecía soporte para software de terceros: el CEO de Apple, Steve Jobs, creía que las aplicaciones web servidas en Internet podían proporcionar la funcionalidad adecuada requerida para la mayoría de los usuarios. Sin embargo, poco después de su lanzamiento, los desarrolladores lograron "jailbreak" al iPhone y comenzar a codificar aplicaciones de terceros para el dispositivo, distribuidas a través de administradores de paquetes como Installer.app (que a su vez se basaba en APT) y Cydia.
Con el lanzamiento de iPhone OS 2.0 en julio de 2008, Apple lanzó la App Store, presentando oficialmente el desarrollo y distribución de aplicaciones de terceros a la plataforma. El servicio permite a los usuarios comprar y descargar nuevas aplicaciones para su dispositivo a través de la App Store en el dispositivo, o a través de la iTunes Store en el software de escritorio de iTunes. Apple impone una gran cantidad de restricciones a los desarrolladores de aplicaciones: todas las aplicaciones están sujetas a una revisión por parte del personal de Apple cuando se envían y pueden rechazarse si no pasan las pautas tecnológicas y de contenido de Apple. Además, Apple toma una comisión del 30% sobre los ingresos de las aplicaciones pagadas que se venden a través de la tienda. Incluso después del lanzamiento de la App Store oficial, las tiendas de aplicaciones alternativas para dispositivos iOS con jailbreak, como Cydia (que también introdujo la capacidad de cobrar por las aplicaciones), se han mantenido activas como una plataforma alternativa para permitir a los desarrolladores distribuir aplicaciones que han sido rechazadas. por Apple, o para aquellos que no desean distribuir a través de la App Store.
Aunque algunos han criticado a Apple por la forma en que opera la tienda de aplicaciones, ha sido un gran éxito financiero para la compañía: alcanzó más de 40 mil millones de descargas de aplicaciones a partir de 2013, con una biblioteca con más de 800,000 aplicaciones disponibles. La popularidad de la App Store de Apple condujo a la introducción de mercados equivalentes por sistemas operativos móviles de la competencia: el Android Market (que más tarde pasó a llamarse Google Play) se lanzó junto con el lanzamiento del primer teléfono inteligente Android (el HTC Dream) en septiembre de 2008, y la aplicación de BlackBerry World lanzado en abril de 2009. En enero de 2011, Apple también lanzó la Mac App Store, una plataforma de distribución similar para el software macOS en computadoras Macintosh; Si bien los desarrolladores aún pueden distribuir aplicaciones para Mac a través de métodos tradicionales, la Mac App Store presenta requisitos de certificación similares a sus contrapartes de iOS para garantizar la seguridad y la confiabilidad.a 2013
En 2016, Apple anunció que varias aplicaciones obsoletas y de baja calidad se eliminarán de la App Store para mejorar la calidad de la plataforma.

#### Marca comercial "App Store" de Apple
Debido a su popularidad, el término "app store" (utilizado por primera vez por el Electronic AppWrapper y más tarde popularizado por la App Store de Apple para dispositivos iOS, se ha utilizado con frecuencia como marca genérica para referirse a otras plataformas de distribución de naturaleza similar. Apple hizo valer las reclamaciones de marcas comerciales sobre la frase y presentó un registro de marca registrada para "App Store" en 2008. En 2011, Apple demandó tanto a Amazon.com (que ejecuta Amazon Appstore para dispositivos basados en Android) como a GetJar (que ha ofrecido sus servicios). desde 2004) por infracción de marca registrada y publicidad falsa sobre el uso del término "app store" para referirse a sus servicios. Microsoft presentó múltiples objeciones contra el intento de Apple de registrar el nombre como marca registrada, considerando que ya es un término genérico.
En enero de 2013, las reclamaciones de Apple fueron rechazadas por un juez de distrito de EE. UU., Quien argumentó que la compañía no presentó pruebas de que Amazon había "[intentado] imitar el sitio o la publicidad de Apple", o comunicó que su servicio "posee las características y cualidades que el público ha llegado a esperar de Apple App Store y/o los productos de Apple " En julio de 2013, Apple abandonó su caso.

### Google Play o Play Store
Google Play o Play Store (anteriormente Android Market) es una plataforma de distribución digital de aplicaciones móviles para los dispositivos con sistema operativo Android, así como una tienda en línea desarrollada y operada por Google. Esta plataforma permite a los usuarios navegar y descargar aplicaciones (desarrolladas mediante Android SDK), juegos, música, libros, revistas y películas. También se pueden adquirir dispositivos móviles como ordenadores Chromebook, teléfonos inteligentes Nexus, Google Chromecast, entre otros.
Existen aplicaciones disponibles de forma gratuita y otras también de pago -con costo-. Pueden ser descargadas directamente desde un dispositivo con Android a través de la aplicación móvil Play Store.. En julio de 2013, se anunció que Google Play había sobrepasado un millón de aplicaciones publicadas y se habían registrado más de 50 mil millones de descargas.

### Aptoide
Aptoide es una plataforma, almacén o tienda de software para aplicaciones móviles del sistema operativo de Android de código abierto. Aptoide es utilizado por usuarios que no disponen de Play Store de Google o usuarios que disponen de otros servicios de móviles, como por ejemplo HMS (Servicios de Huawei para móviles) y OPPO.
En 2020, el software de la plataforma Aptoide tenía 7.000 millones de descargas, era utilizado por unos 250 millones de usuarios y estaba disponible en múltiples idiomas, disponiendo de más de 1 millón de aplicaciones para Android.
Aptoide es el tercer repositorio o almacén con más Apps para android después de Play Store de Google y Amazon App Store.